# Fokontany
Les fokontany (terme signifiant littéralement « terre tribale », de foko = « tribu », « groupe », et de tany = « terre ») sont les subdivisions administratives (abréviation administrative: FKT) de base au niveau des communes à Madagascar. Mais il existe une subdivision des fokontany en fokon'olona (abréviation administrative: FKL), unités traditionnelles de gouvernements sur de plus petits territoires.
Depuis la définition officielle des fokontany, en 1976, ils comprennent soit des hameaux, des villages, des secteurs ou des quartiers. Aujourd'hui, d'après la constitution de 2010, « les responsables des fokontany participent à l’élaboration du programme de développement de leur commune ».
En 2023, on en dénombre 19 340. On compte en moyenne 10 fokontany par commune (et 30 fokonolona).

## Évolution historique
En 1976, au début de la République démocratique malgache (R.D.M., appelé aussi « Deuxième République »), l'état veut s'appuyer sur les communautés villageoises, « Le Fokontany est la Collectivité décentralisée de base. », et crée officiellement par ordonnance cette structure. Il comprend soit des hameaux, des villages, des secteurs ou des quartiers.
Le préambule de la constitution 2010 rappelle le rôle important de représentation des fokontany au niveau des communes qui sont les nouvelles collectivités territoriales de base.

## Les missions
Pour certains actes de la vie quotidienne, le fokontany délivre pour toutes personnes résidant dans sa circoncription (qu'elles soient citoyens malgaches ou ressortissants étrangers résidant à Madagascar), quelques certificats permettant la délivrance de documents administratifs :
- résidence
- célibat
- bonne conduite
- non-remariage
- vie collective
- divorce
- propriété
- vie individuelle
- existence du lieu d'exploitation
- occupation

## Le Chef de Fokontany
Le Chef de Fokontany n'est pas rémunéré par la commune dont il effectue la totalité des tâches de base dans sa circonscription. Il ne perçoit de l'État qu'une subvention de 20 000 ariary par mois, somme souvent versée avec une à plusieurs années de retard. La faiblesse de la rémunération et l'irrégularité de son versement, entraînent un absentéisme chez les actifs occupant la fonction notamment dans les milieux ruraux, préférant se consacrer à leurs activités professionnelles plus rémunératrices. Pour la même raison, les jeunes instruits semblent se désintéresser de la fonction de Chef de Fokontany, qui est essentiellement occupée par une personne âgée issue de milieu aisé, à la retraite et pensionné de l’État central.